# Lista gatunków z rodzaju pokrzywiec
Lista gatunków z rodzaju pokrzywiec Acalypha – lista gatunków rodzaju roślin należącego do rodziny wilczomleczowatych (Euphorbiaceae Juss.). Według The Plant List w obrębie tego rodzaju rozróżniono 456 gatunków, natomiast kolejne 34 taksony posiadają status gatunków niepewnych.
Wykaz gatunków
- Acalypha abingdonii Seberg
- Acalypha acapulcensis Fernald
- Acalypha accedens Müll.Arg.
- Acalypha acrogyna Pax
- Acalypha acuminata Benth.
- Acalypha adenostachya Müll.Arg.
- Acalypha alchorneoides Rusby
- Acalypha alexandri Urb.
- Acalypha aliena Brandegee
- Acalypha allenii Hutch.

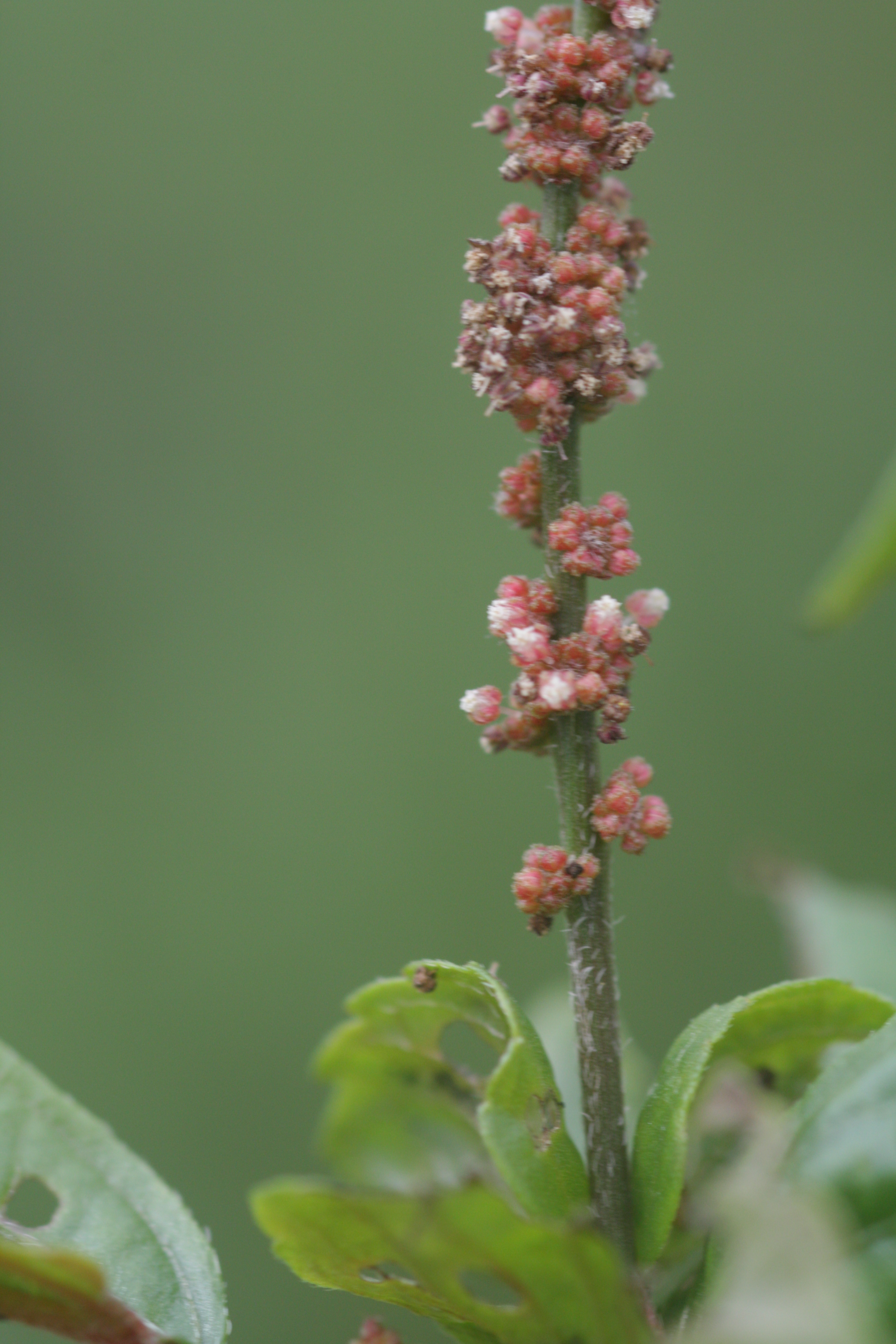
Acalypha australis

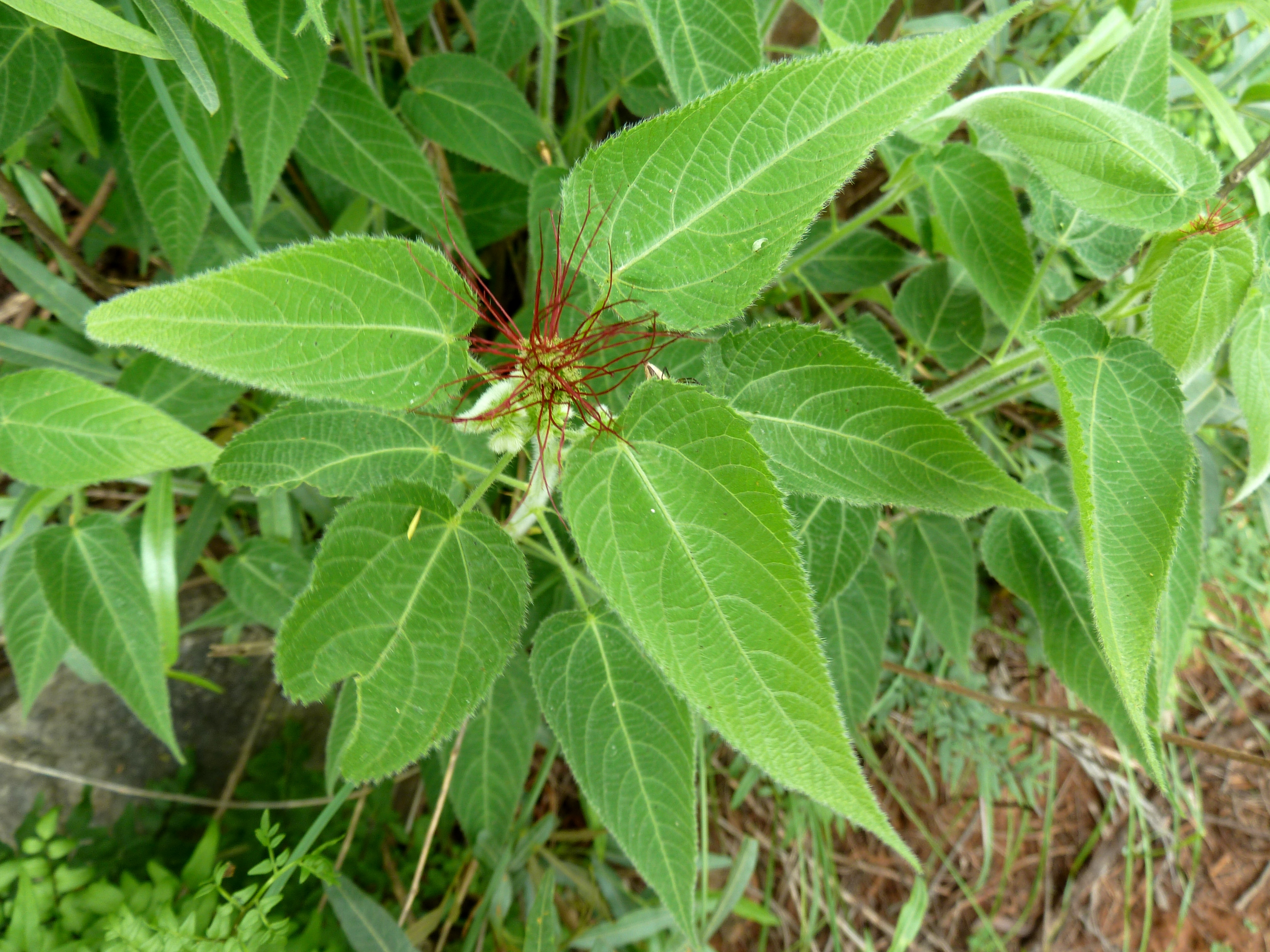
Acalypha brachiata

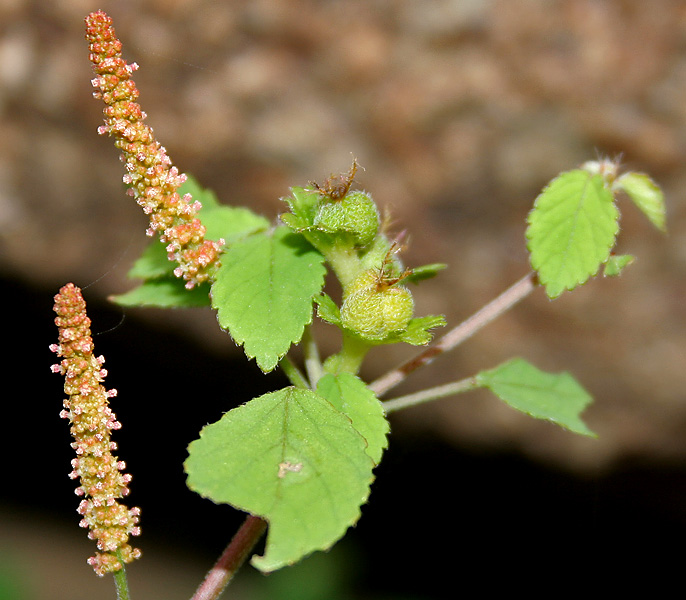
Acalypha capitata

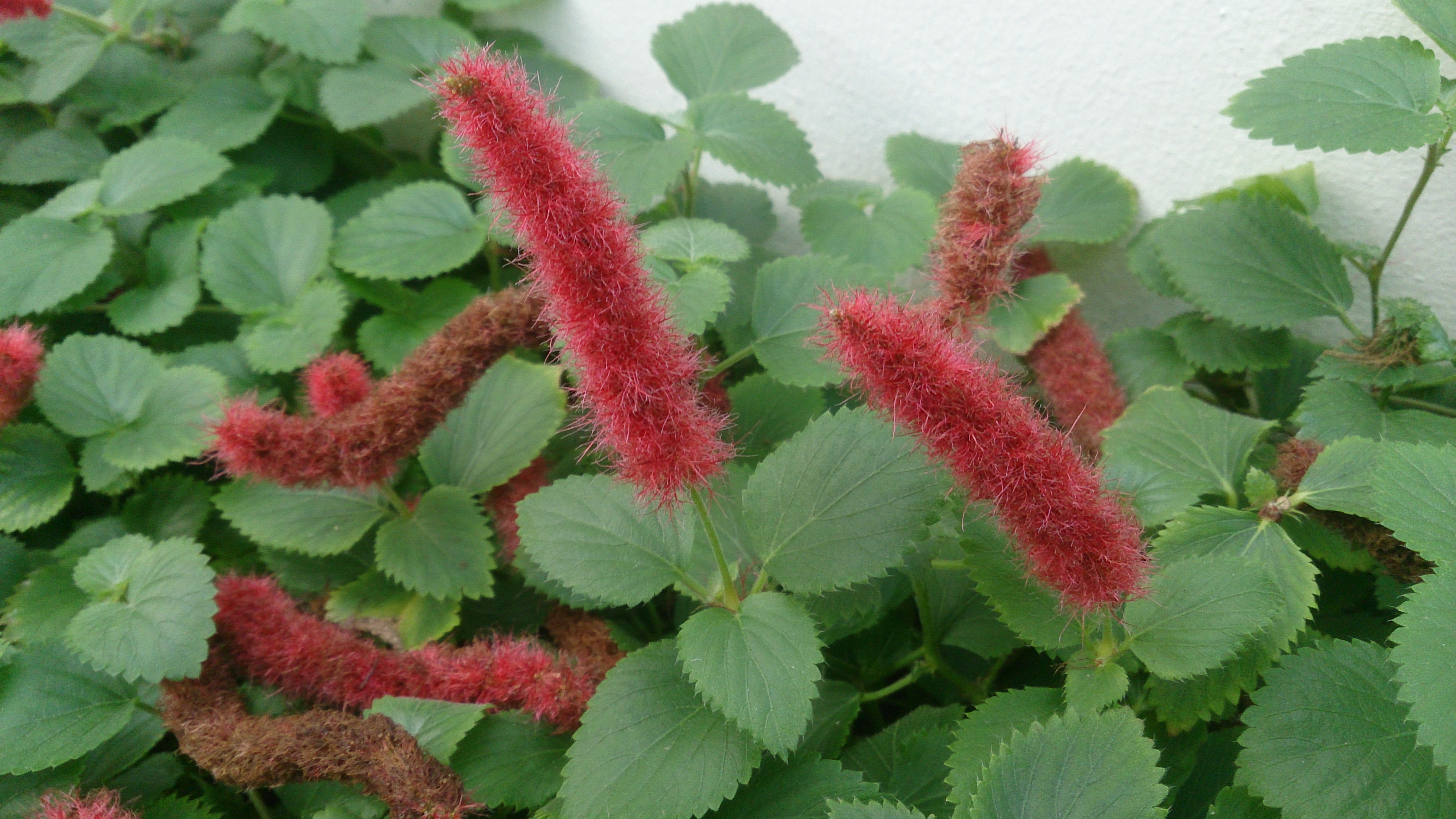
pokrzywiec hiszpański

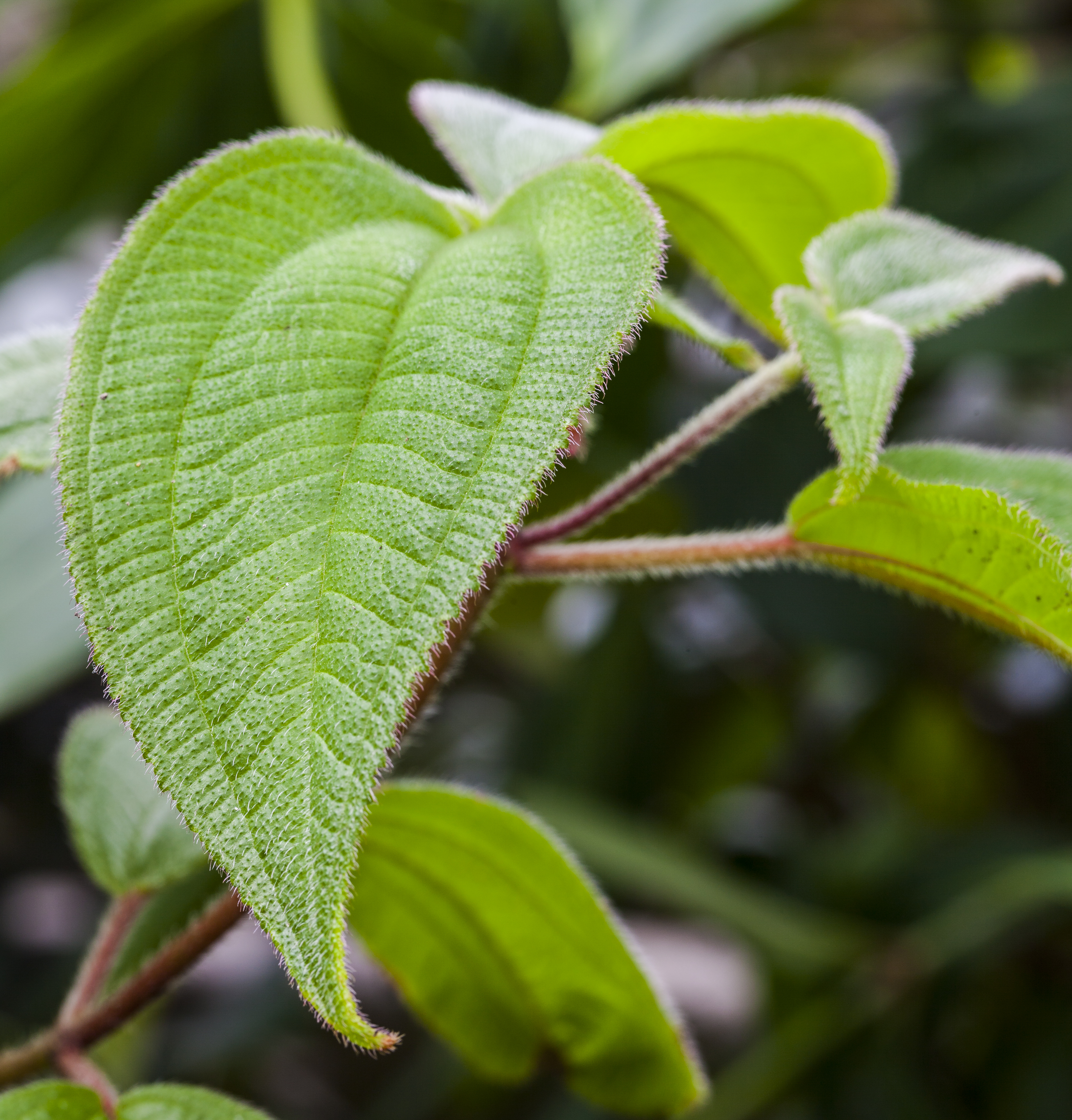
Acalypha cuneata

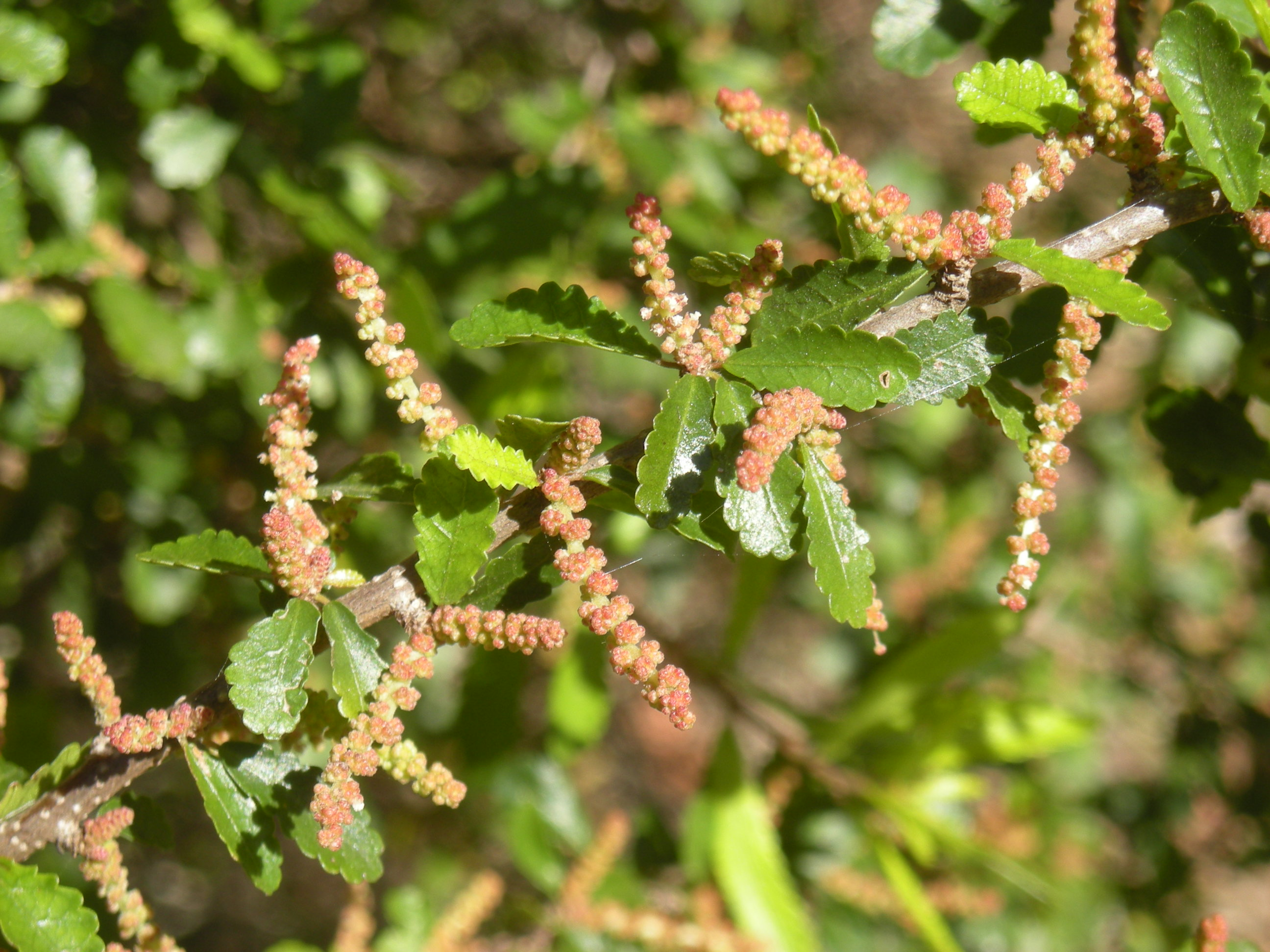
Acalypha eromorum

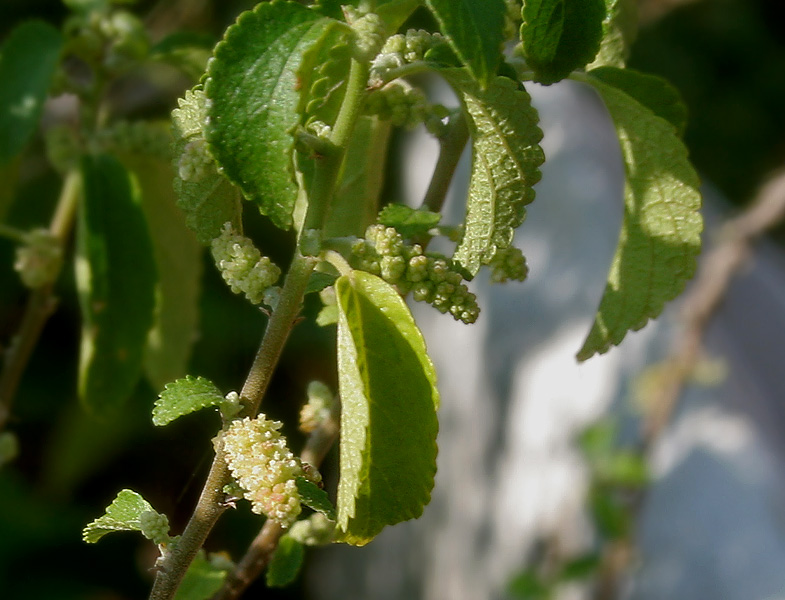
Acalypha fruticosa

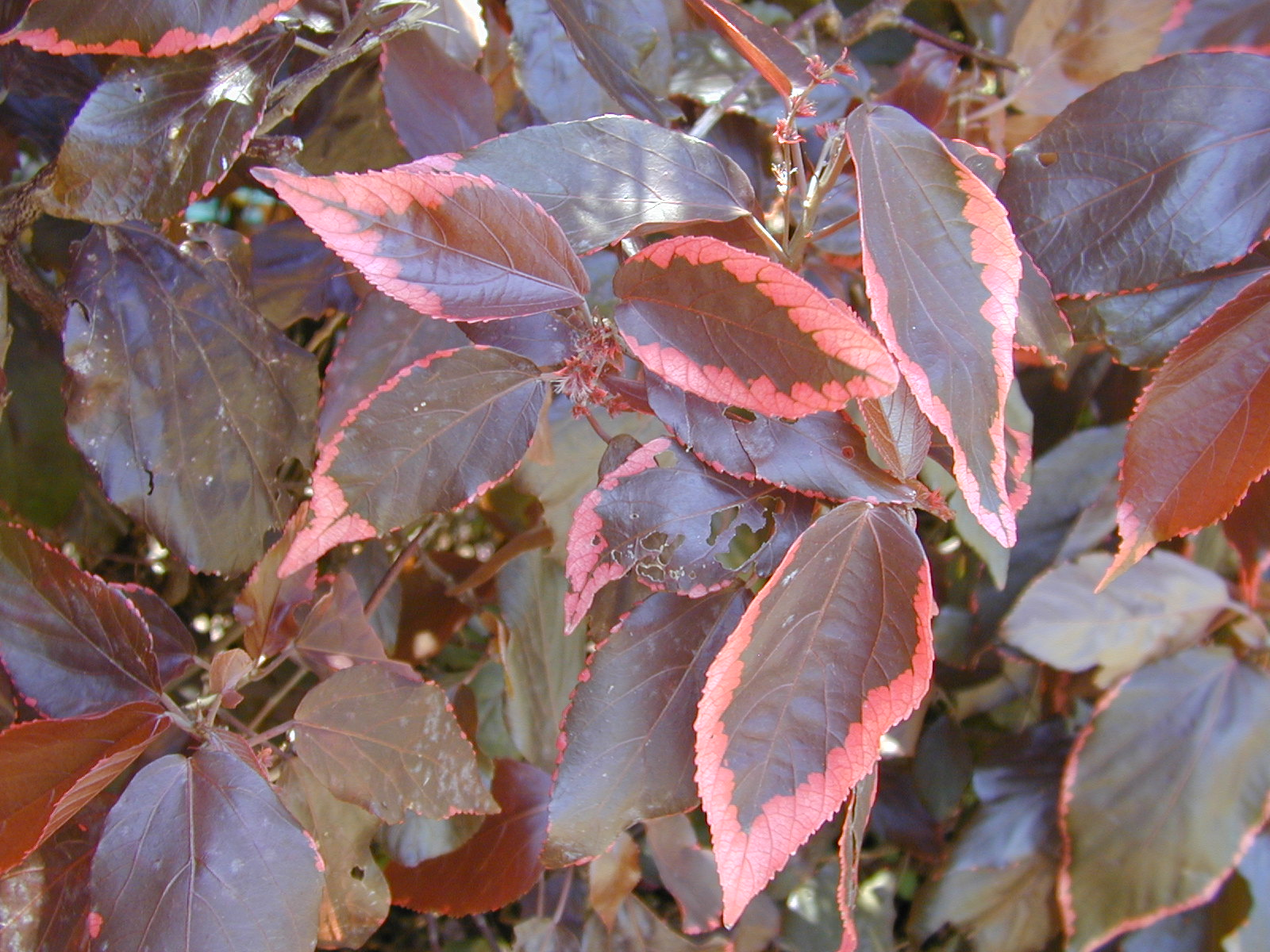
Acalypha godseffiana

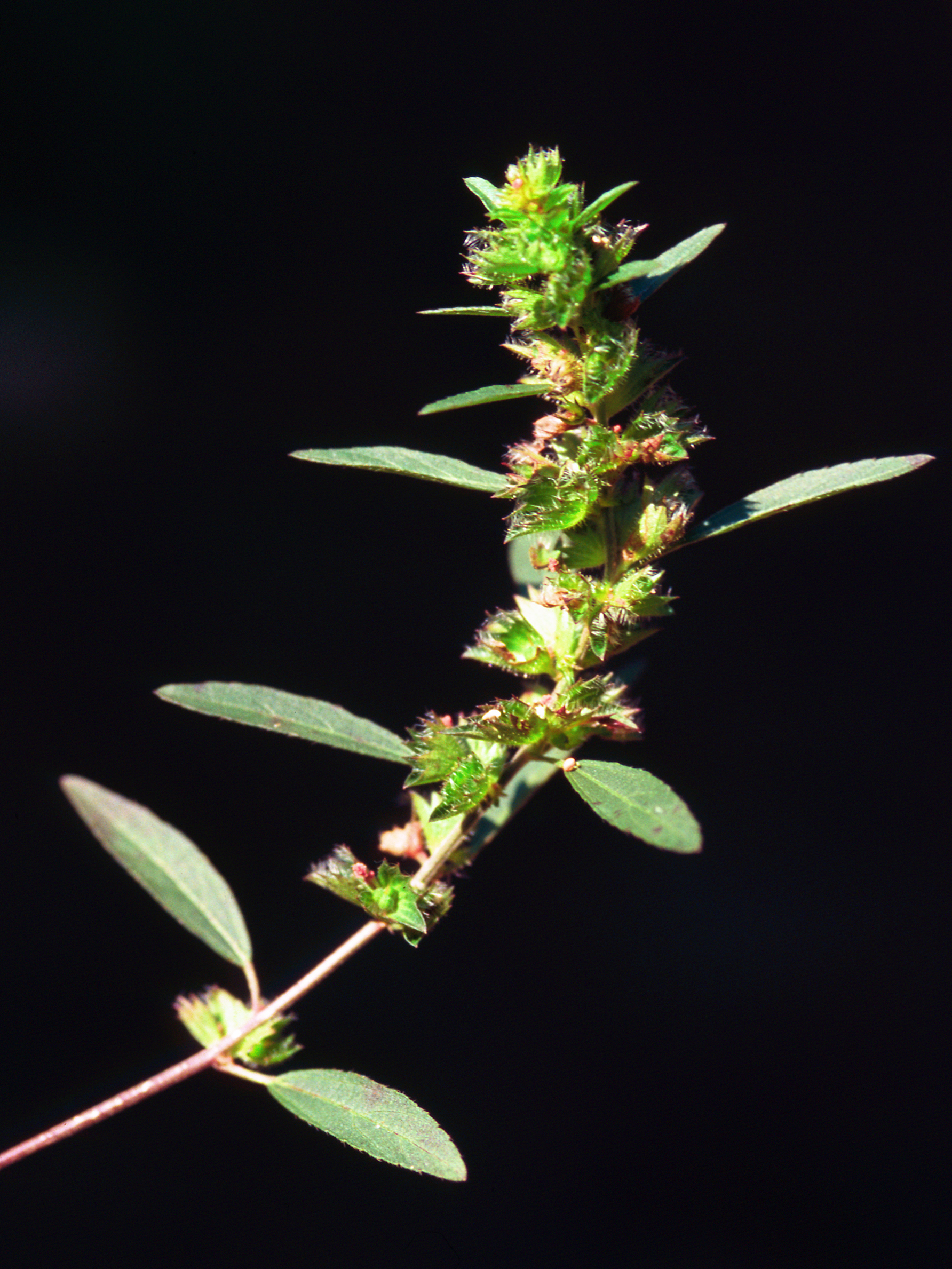
Acalypha gracilens

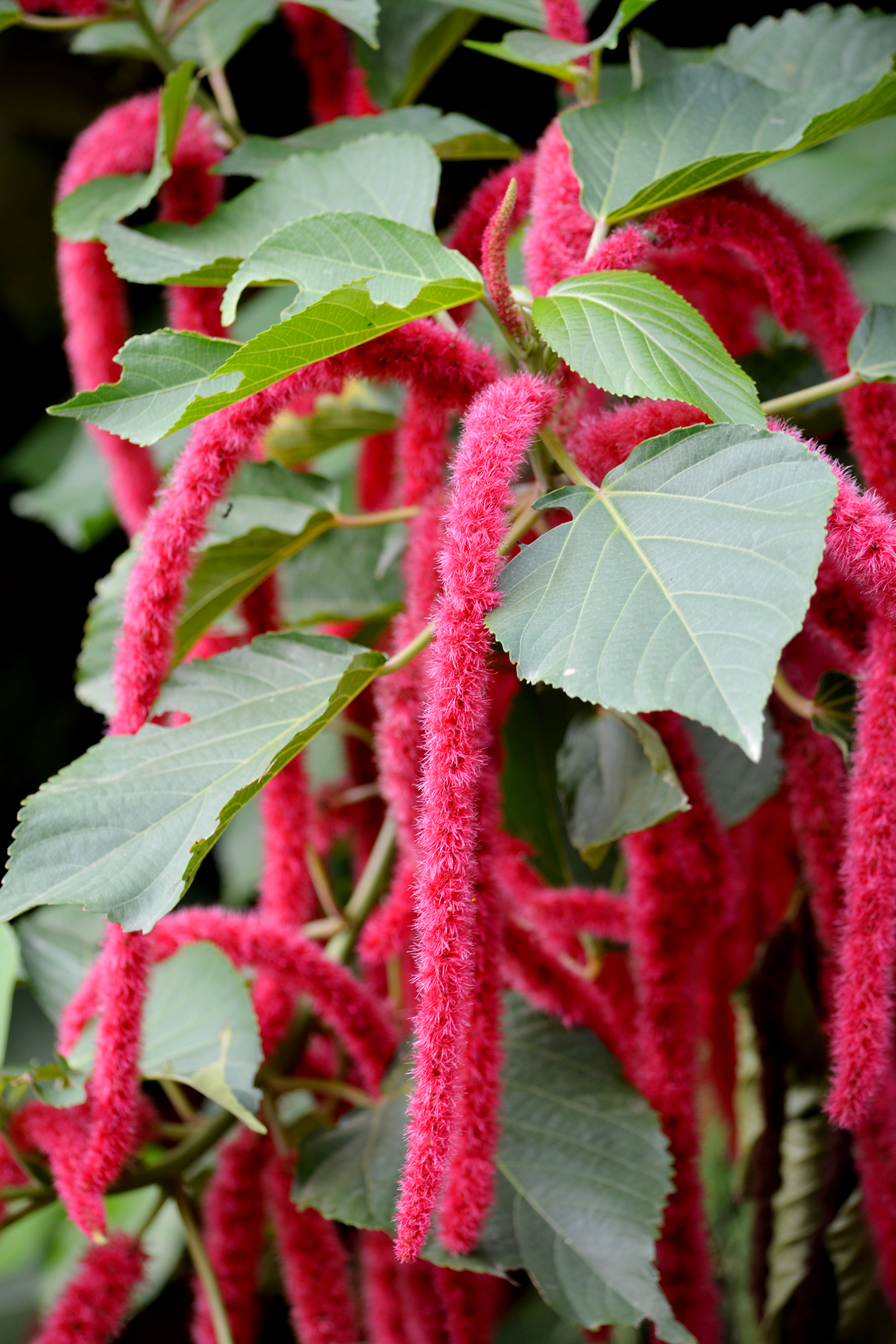
pokrzywiec szorstkowłosy

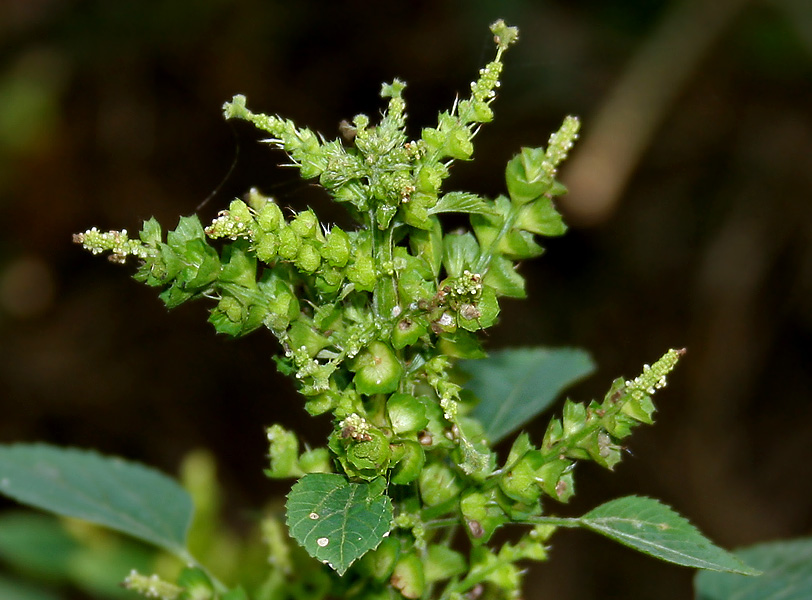
Acalypha indica

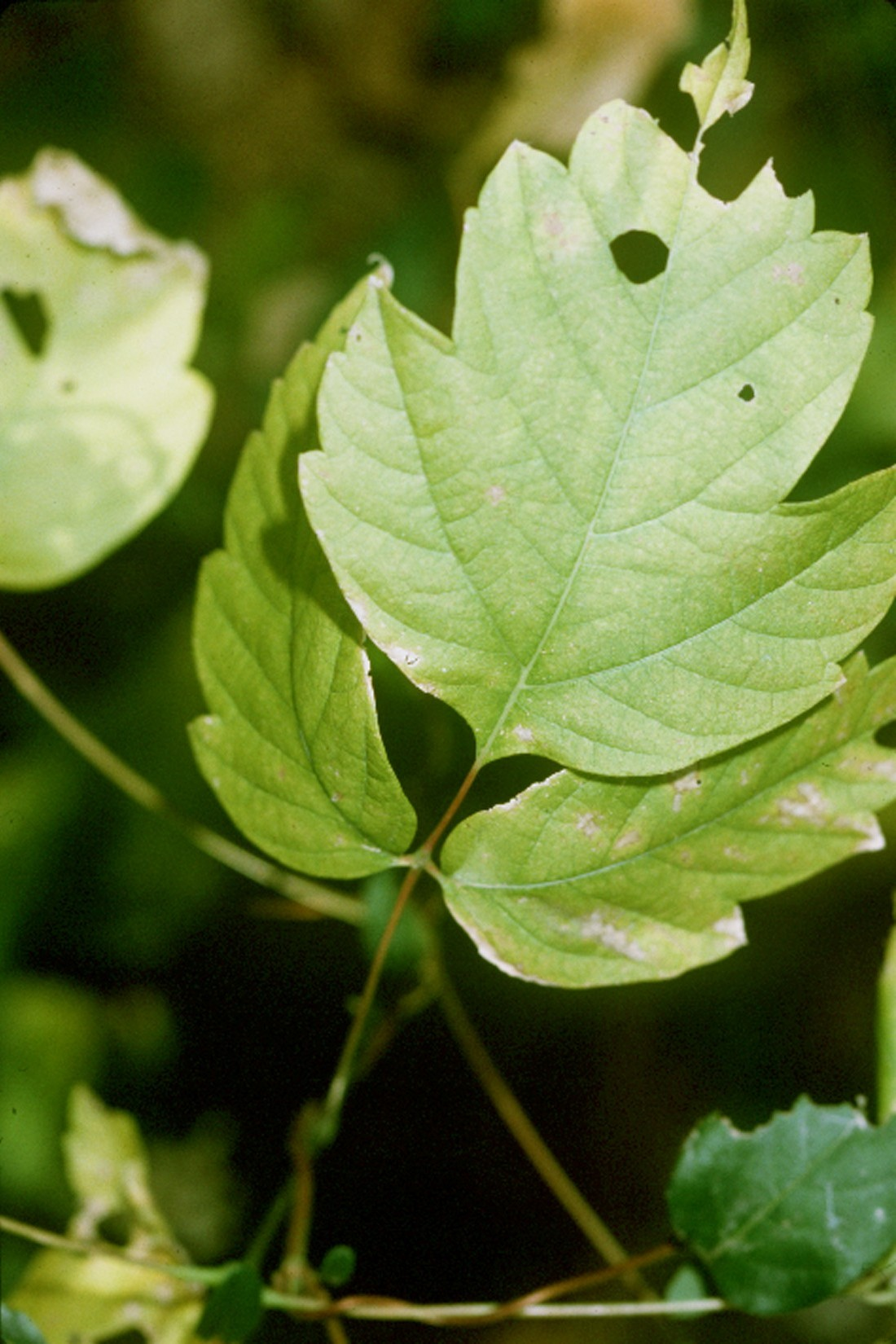
Acalypha neomexicana

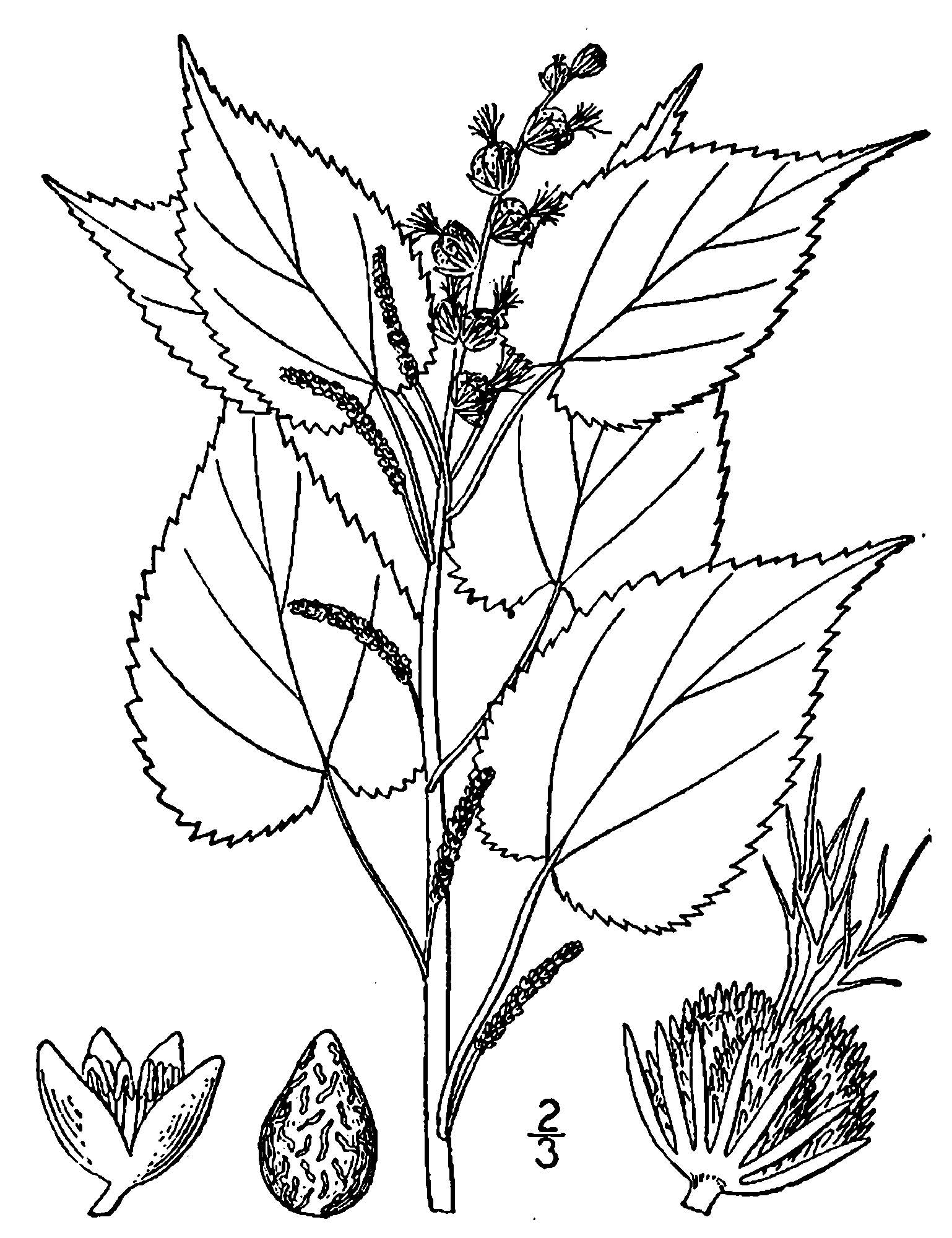
Acalypha ostryifolia

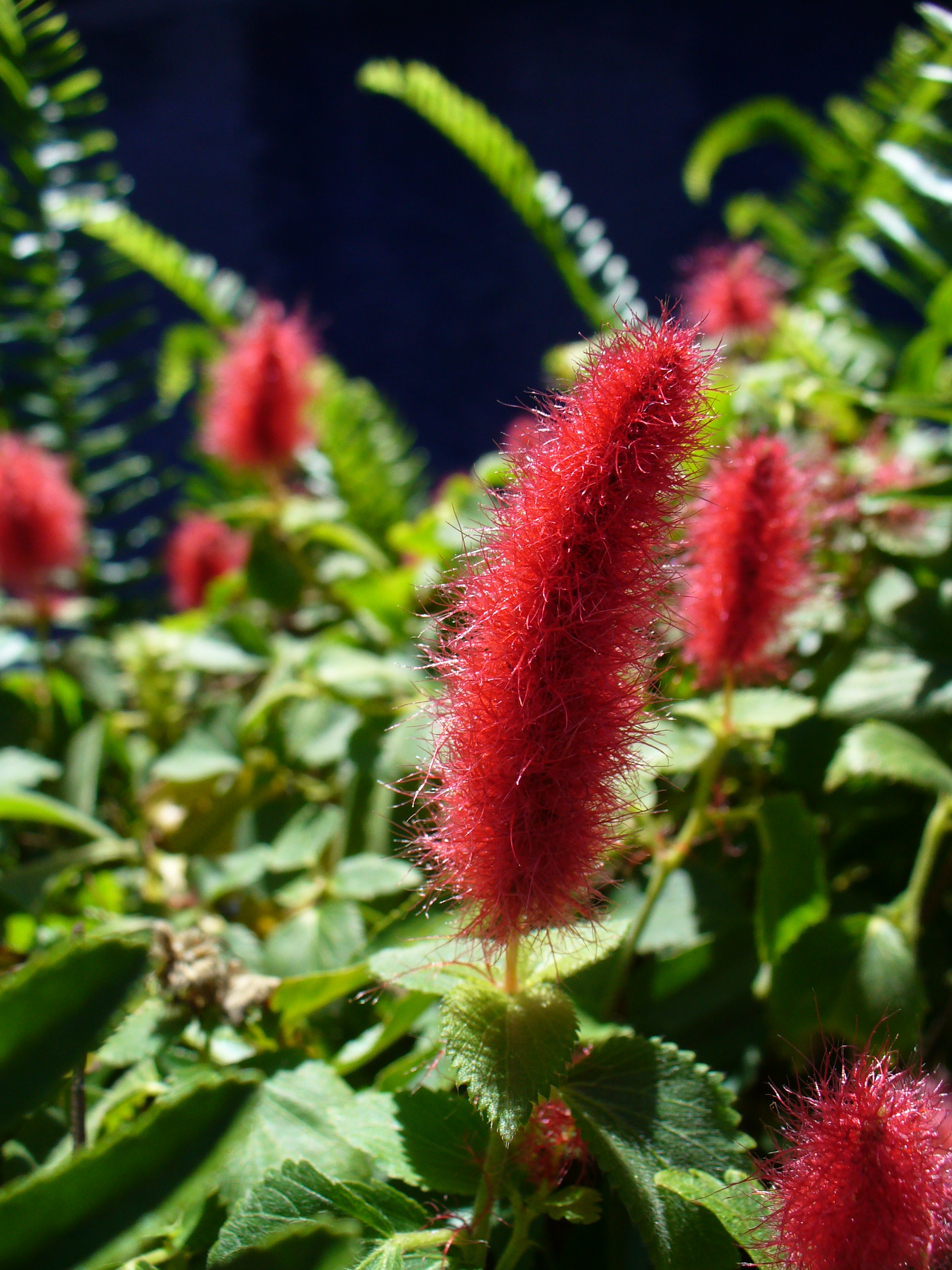
Acalypha reptans

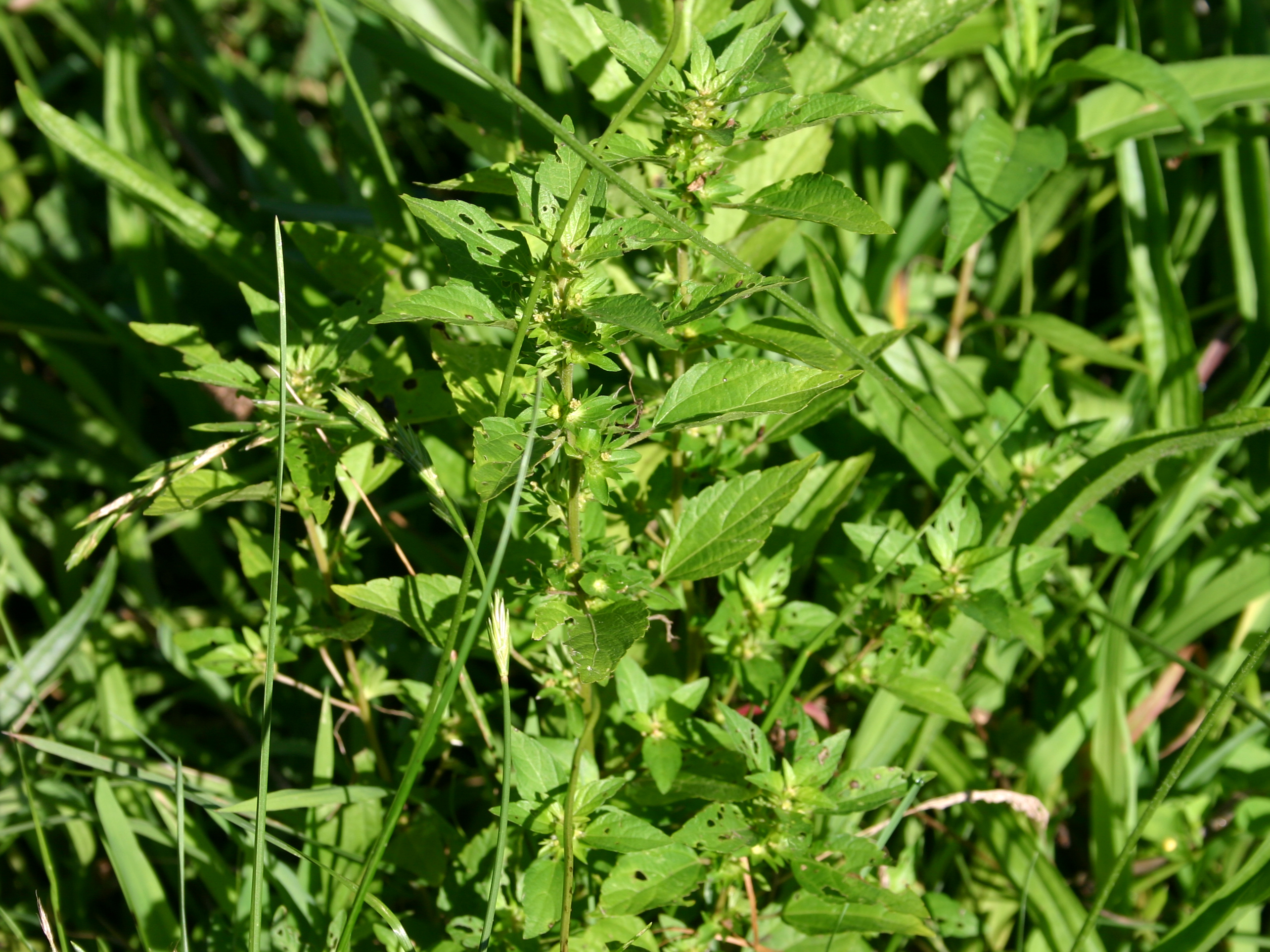
Acalypha rhomboidea

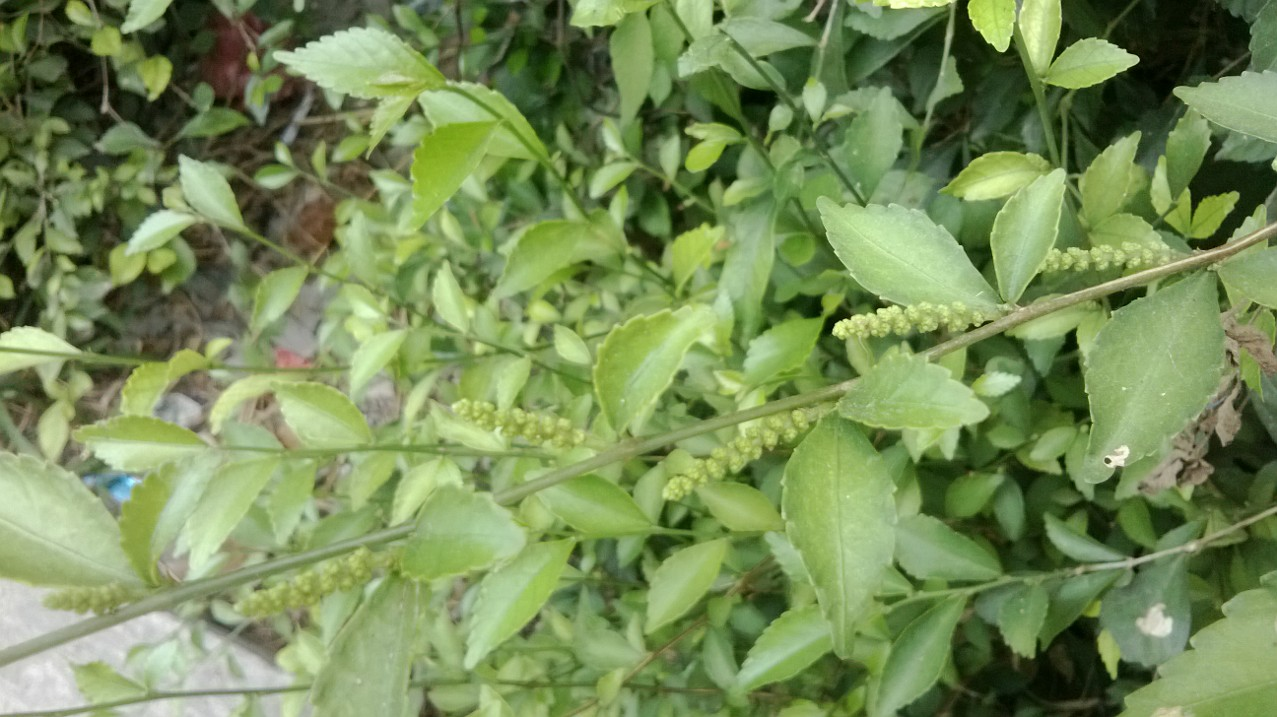
Acalypha siamensis

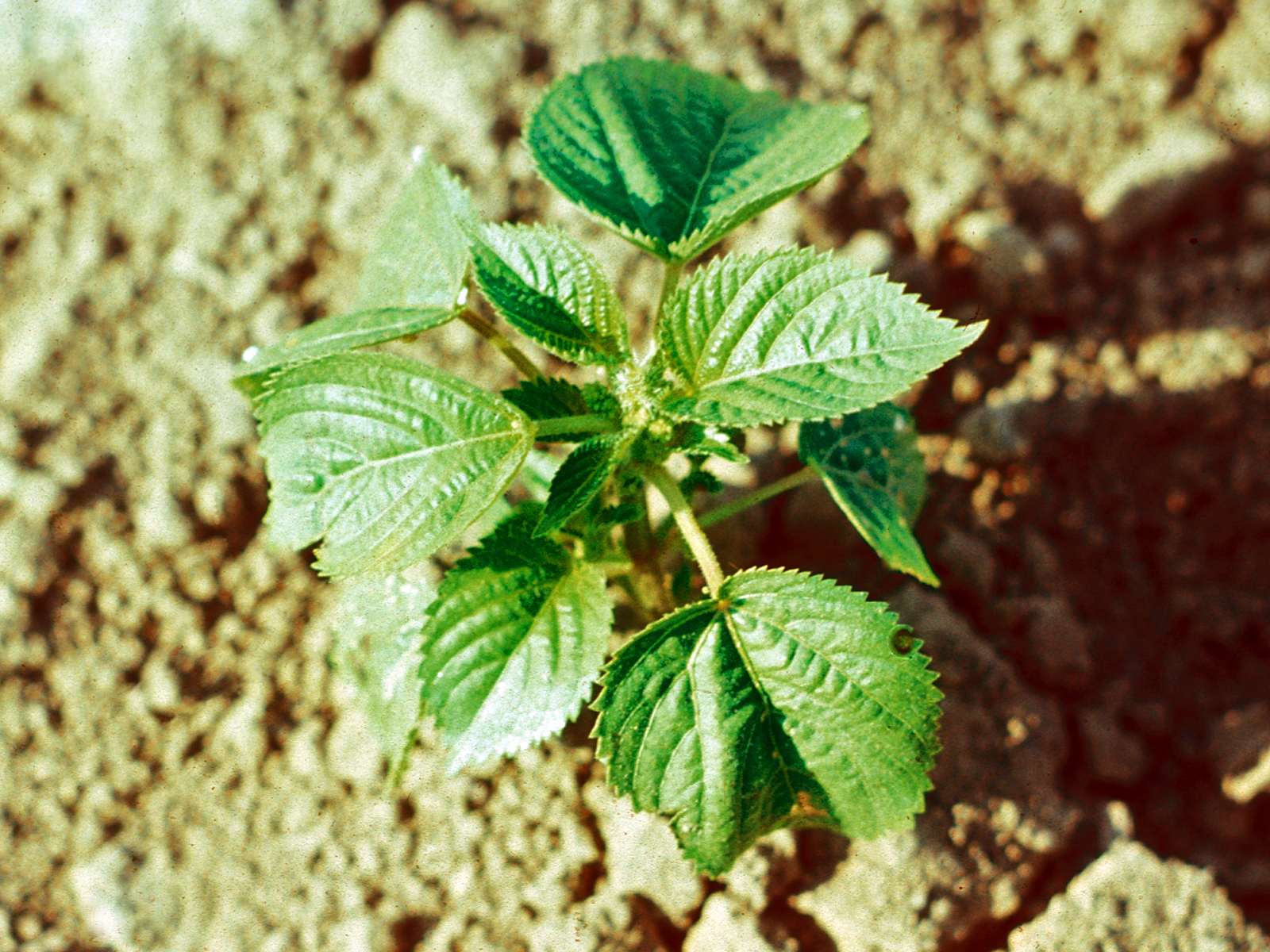
Acalypha virginica

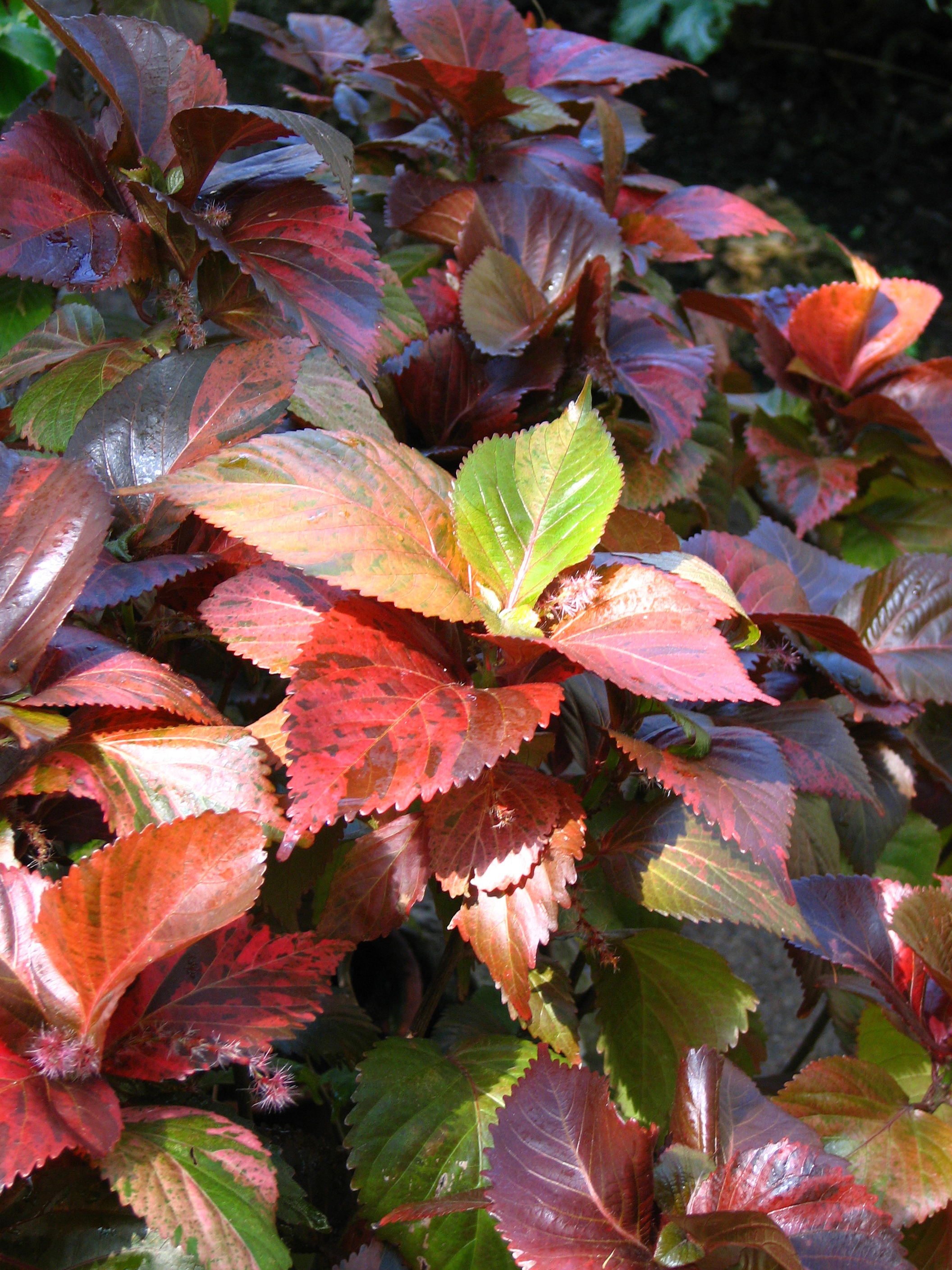
pokrzywiec Wilkesa

- Acalypha alnifolia Klein ex Willd.
- Acalypha alopecuroides Jacq.
- Acalypha ambigua Pax
- Acalypha amblyodonta (Müll.Arg.) Müll.Arg.
- Acalypha amentacea Roxb.
- Acalypha amplexicaulis A.C.Sm.
- Acalypha ampliata Pax & K.Hoffm.
- Acalypha anadenia Standl.
- Acalypha andringitrensis Leandri
- Acalypha anemioides Kunth
- Acalypha angatensis Blanco
- Acalypha angustata Sond.
- Acalypha angustifolia Sw.
- Acalypha angustissima Pax
- Acalypha annobonae Pax & K.Hoffm.
- Acalypha apetiolata Allem & J.L.Wächt.
- Acalypha apodanthes Standl. & L.O.Williams
- Acalypha arciana (Baill.) Müll.Arg.
- Acalypha argentii Sagun & G.A.Levin
- Acalypha argomuelleri Briq.
- Acalypha aristata Kunth
- Acalypha aronioides Pax & K.Hoffm.
- Acalypha aspericocca Pax & K.Hoffm.
- Acalypha australis L.
- Acalypha bakeriana Baill.
- Acalypha balansae Guillaumin
- Acalypha balgooyi Sagun & G.A.Levin
- Acalypha baronii Baker
- Acalypha beckii Cardiel
- Acalypha benensis Britton
- Acalypha benguelensis Müll.Arg.
- Acalypha berteroana Müll.Arg.
- Acalypha bipartita Müll.Arg.
- Acalypha bisetosa Bertol. ex Spreng.
- Acalypha boinensis Leandri
- Acalypha boiviniana Baill.
- Acalypha boliviensis Müll.Arg.
- Acalypha bopiana Rusby
- Acalypha botteriana Müll.Arg.
- Acalypha brachiata Krauss
- Acalypha brachyclada Müll.Arg.
- Acalypha brachystachya Hornem.
- Acalypha brasiliensis Müll.Arg.
- Acalypha brevibracteata Müll.Arg.
- Acalypha brevicaulis Müll.Arg.
- Acalypha brittonii Rusby
- Acalypha buchtienii Pax
- Acalypha buddleifolia Pax & K.Hoffm.
- Acalypha bullata Müll.Arg.
- Acalypha burquezii V.W.Steinm. & Felger
- Acalypha bussei Hutch.
- Acalypha caeciliae Pax & K.Hoffm.
- Acalypha californica Benth.
- Acalypha capensis (L.f.) Prain
- Acalypha caperonioides Baill.
- Acalypha capillipes Müll.Arg.
- Acalypha cardiophylla Merr.
- Acalypha carrascoana Cardiel
- Acalypha carthagenensis Jacq.
- Acalypha castroviejoi Cardiel
- Acalypha caturus Blume
- Acalypha ceraceopunctata Pax
- Acalypha chamaedrifolia (Lam.) Müll.Arg. – pokrzywiec hiszpański
- Acalypha chiapensis Brandegee
- Acalypha chibomboa Baill.
- Acalypha chirindica S.Moore
- Acalypha chlorocardia Standl.
- Acalypha chocoana Cardiel
- Acalypha chordantha F.Seym.
- Acalypha chorisandra Baill.
- Acalypha chuniana H.G.Ye, Y.S.Ye, X.S.Qin & F.W.Xing
- Acalypha ciliata Forssk.
- Acalypha cincta Müll.Arg.
- Acalypha cinerea Pax & K.Hoffm.
- Acalypha claoxyloides Hutch.
- Acalypha claussenii (Turcz.) Müll.Arg.
- Acalypha clutioides Radcl.-Sm.
- Acalypha codonocalyx Baill.
- Acalypha coleispica Pax & K.Hoffm.
- Acalypha colombiana Cardiel
- Acalypha communis Müll.Arg.
- Acalypha comonduana Millsp.
- Acalypha comorensis Pax
- Acalypha confertiflora Pax & K.Hoffm.
- Acalypha conspicua Müll.Arg.
- Acalypha contermina Müll.Arg.
- Acalypha controversa (Kuntze) K.Schum.
- Acalypha costaricensis (Kuntze) Knobl. ex Pax & K.Hoffm.
- Acalypha crenata Hochst. ex A.Rich.
- Acalypha crockeri Fosberg
- Acalypha cubensis Urb.
- Acalypha cuneata Poepp.
- Acalypha cuprea Herzog
- Acalypha cupricola Robyns ex G.A.Levin
- Acalypha cuspidata Jacq.
- Acalypha dalzellii Hook.f.
- Acalypha decaryana Leandri
- Acalypha delgadoana McVaugh
- Acalypha delicata Cardiel
- Acalypha delpyana Gagnep.
- Acalypha deltoidea Robyns & Lawalrée
- Acalypha depauperata Müll.Arg.
- Acalypha depressinervia (Kuntze) K.Schum.
- Acalypha dewevrei Pax
- Acalypha dictyoneura Müll.Arg.
- Acalypha digynostachya Baill.
- Acalypha dikuluwensis P.A.Duvign. & Dewit
- Acalypha diminuata Baill.
- Acalypha dimorpha Müll.Arg.
- Acalypha dioica S.Watson
- Acalypha distans Müll.Arg.
- Acalypha divaricata Müll.Arg.
- Acalypha diversifolia Jacq.
- Acalypha douilleana Rusby
- Acalypha dregei Gand.
- Acalypha dumetorum Müll.Arg.
- Acalypha echinus Pax & K.Hoffm.
- Acalypha ecklonii Baill.
- Acalypha elizabethiae R.A.Howard
- Acalypha elliptica Sw.
- Acalypha elskensii De Wild.
- Acalypha emirnensis Baill.
- Acalypha engleri Pax
- Acalypha erecta Paul G.Wilson
- Acalypha eremorum Müll.Arg.
- Acalypha eriophylla Hutch.
- Acalypha eriophylloides S.Moore
- Acalypha erosa Rusby
- Acalypha erubescens B.L.Rob. & Greenm.
- Acalypha eugeniifolia Rusby
- Acalypha euphrasiostachys Bartlett
- Acalypha fasciculata Müll.Arg.
- Acalypha ferdinandii K.Hoffm.
- Acalypha filiformis Poir.
- Acalypha filipes (S.Watson) McVaugh
- Acalypha fimbriata Schumach. & Thonn.
- Acalypha firmula Müll.Arg.
- Acalypha fissa (Müll.Arg.) Hutch.
- Acalypha flaccida Hook.f.
- Acalypha flavescens S.Watson
- Acalypha floresensis Sagun & G.A.Levin
- Acalypha forbesii S.Moore
- Acalypha forsteriana Müll.Arg.
- Acalypha fournieri Müll.Arg.
- Acalypha fragilis Pax & K.Hoffm.
- Acalypha fredericii Müll.Arg.
- Acalypha friesii Pax & K.Hoffm.
- Acalypha fruticosa Forssk.
- Acalypha fulva I.M.Johnst.
- Acalypha fuscescens Müll.Arg.
- Acalypha gaumeri Pax & K.Hoffm.
- Acalypha gentlei Atha
- Acalypha gibsonii (J.Graham) M.R.Almeida
- Acalypha gigantesca McVaugh
- Acalypha gillmanii Radcl.-Sm.
- Acalypha glabrata Thunb.
- Acalypha glandulifolia Buchinger & Meisn. ex C.Krauss
- Acalypha glandulosa Cav.
- Acalypha glechomifolia A.Rich.
- Acalypha gossweileri S.Moore
- Acalypha gracilens A.Gray
- Acalypha gracilis Spreng.
- Acalypha grandibracteata Merr.
- Acalypha grandis Benth.
- Acalypha grandispicata Rusby
- Acalypha grisea Pax & K.Hoffm.
- Acalypha grisebachiana (Kuntze) Pax & K.Hoffm.
- Acalypha grueningiana Pax & K.Hoffm.
- Acalypha guatemalensis Pax & K.Hoffm.
- Acalypha guineensis J.K.Morton & G.A.Levin
- Acalypha gummifera Lundell
- Acalypha hainanensis Merr. & Chun
- Acalypha haploclada Pax & K.Hoffm.
- Acalypha hassleriana Chodat
- Acalypha havanensis Müll.Arg.
- Acalypha helenae Buscal. & Muschl.
- Acalypha hellwigii Warb.
- Acalypha herzogiana Pax & K.Hoffm.
- Acalypha heteromorpha Rusby
- Acalypha hibiscifolia Britton
- Acalypha hildebrandtii Baill.
- Acalypha hispida Burm.f. – pokrzywiec szorstkowłosy
- Acalypha hochstetteriana Müll.Arg.
- Acalypha hologyna Baker
- Acalypha homblei De Wild.
- Acalypha huillensis Pax & K.Hoffm.
- Acalypha humbertii Leandri
- Acalypha humboltiana Baill.
- Acalypha hutchinsonii Britton
- Acalypha hypogaea S.Watson
- Acalypha inaequalis Rusby
- Acalypha inaequilatera Cardiel
- Acalypha indica L.
- Acalypha infesta Poepp.
- Acalypha insulana Müll.Arg.
- Acalypha integrifolia Willd.
- Acalypha intermedia De Wild.
- Acalypha jerzedowskii Calderón
- Acalypha jubifera Rusby
- Acalypha juliflora Pax
- Acalypha juruana Ule
- Acalypha karwinskii Müll.Arg.
- Acalypha katharinae Pax
- Acalypha kerrii Craib
- Acalypha klotzschii Baill.
- Acalypha laevigata Sw.
- Acalypha lagascana Müll.Arg.
- Acalypha lagoensis Müll.Arg.
- Acalypha lagopus McVaugh
- Acalypha lanceolata Willd.
- Acalypha lancetillae Standl.
- Acalypha langiana Müll.Arg.
- Acalypha laxiflora Müll.Arg.
- Acalypha lechleri Rusby
- Acalypha leicesterfieldiensis Radcl.-Sm. & Govaerts
- Acalypha leonii Baill.
- Acalypha lepidopagensis Leandri
- Acalypha lepinei Müll.Arg.
- Acalypha leptoclada Benth.
- Acalypha leptomyura Baill.
- Acalypha leptopoda Müll.Arg.
- Acalypha leptorhachis Müll.Arg.
- Acalypha liebmanniana Müll.Arg.
- Acalypha lignosa Brandegee
- Acalypha lindeniana Müll.Arg.
- Acalypha linearifolia Leandri
- Acalypha longipes S.Watson
- Acalypha longipetiolata Cardiel
- Acalypha longispica Warb.
- Acalypha longispicata Müll.Arg.
- Acalypha longistipularis Müll.Arg.
- Acalypha lovelandii (McVaugh) McVaugh
- Acalypha lucida Rusby
- Acalypha lyallii Baker
- Acalypha lycioides Pax & K.Hoffm.
- Acalypha lyonsii P.I.Forst.
- Acalypha macrodonta Müll.Arg.
- Acalypha macrostachya Jacq.
- Acalypha macrostachyoides Müll.Arg.
- Acalypha macularis Pax & K.Hoffm.
- Acalypha madagascariensis Pax & K.Hoffm.
- Acalypha madreporica Baill.
- Acalypha maestrensis Urb.
- Acalypha mairei (H.Lév.) C.K.Schneid.
- Acalypha malabarica Müll.Arg.
- Acalypha mandonii Müll.Arg.
- Acalypha manniana Müll.Arg.
- Acalypha mapirensis Pax
- Acalypha marissima M.G.Gilbert
- Acalypha martiana Müll.Arg.
- Acalypha matsudae Hayata
- Acalypha medibracteata Radcl.-Sm. & Govaerts
- Acalypha meiodonta Baill.
- Acalypha melochiifolia Müll.Arg.
- Acalypha membranacea A.Rich.
- Acalypha mentiens Gand.
- Acalypha mexicana Müll.Arg.
- Acalypha michoacanensis Sessé & Moc.
- Acalypha microcephala Müll.Arg.
- Acalypha microphylla Klotzsch
- Acalypha mogotensis Urb.
- Acalypha mollis Kunth
- Acalypha monococca (Engelm. ex A.Gray) Lill.W.Mill. & Gandhi
- Acalypha monostachya Cav.
- Acalypha mortoniana Lundell
- Acalypha muelleriana Urb.
- Acalypha multicaulis Müll.Arg.
- Acalypha multifida N.E.Br.
- Acalypha multiflora (Standl.) Radcl.-Sm.
- Acalypha multispicata S.Watson
- Acalypha mutisii Cardiel
- Acalypha nana (Müll.Arg.) Griseb. ex Hutch.
- Acalypha nemorum F.Muell. ex Müll.Arg.
- Acalypha neomexicana Müll.Arg.
- Acalypha neptunica Müll.Arg.
- Acalypha nervulosa Airy Shaw
- Acalypha nitschkeana Pax & K.Hoffm.
- Acalypha noronhae Ridl.
- Acalypha novoguineensis Warb.
- Acalypha nubicola McVaugh
- Acalypha nyasica Hutch.
- Acalypha oblancifolia Lundell
- Acalypha obscura Müll.Arg.
- Acalypha ocymoides Kunth
- Acalypha oligantha Müll.Arg.
- Acalypha oligodonta Müll.Arg.
- Acalypha omissa Pax & K.Hoffm.
- Acalypha oreopola Greenm.
- Acalypha ornata Hochst. ex A.Rich.
- Acalypha ostryifolia Riddell ex J.M.Coult.
- Acalypha oxyodonta (Müll.Arg.) Müll.Arg.
- Acalypha padifolia Kunth
- Acalypha pallescens Urb.
- Acalypha palmeri Pax & K.Hoffm.
- Acalypha pancheriana Baill.
- Acalypha paniculata Miq.
- Acalypha papillosa Rose
- Acalypha parvula Hook.f.
- Acalypha patens Müll.Arg.
- Acalypha paucifolia Baker & Hutch.
- Acalypha paupercula Pax & K.Hoffm.
- Acalypha peckoltii Müll.Arg.
- Acalypha peduncularis Meisn. ex C.Krauss
- Acalypha pendula C.Wright ex Griseb.
- Acalypha perrieri Leandri
- Acalypha peruviana Müll.Arg.
- Acalypha phleoides Cav.
- Acalypha phyllonomifolia Airy Shaw
- Acalypha pilocardia Gilli
- Acalypha pilosa Cav.
- Acalypha pippenii McVaugh
- Acalypha platyphylla Müll.Arg.
- Acalypha pleiogyne Airy Shaw
- Acalypha plicata Müll.Arg.
- Acalypha pohliana Müll.Arg.
- Acalypha poiretii Spreng.
- Acalypha polymorpha Müll.Arg.
- Acalypha polystachya Jacq.
- Acalypha portoricensis Müll.Arg.
- Acalypha pruinosa Urb.
- Acalypha pruriens Nees & Mart.
- Acalypha pseudalopecuroides Pax & K.Hoffm.
- Acalypha pseudovagans Pax & K.Hoffm.
- Acalypha psilostachya Hochst. ex A.Rich.
- Acalypha pubiflora (Klotzsch) Baill.
- Acalypha pulchrespicata Däniker
- Acalypha pulogensis Sagun & G.A.Levin
- Acalypha punctata Meisn. ex C.Krauss
- Acalypha purpurascens Kunth
- Acalypha purpusii Brandegee
- Acalypha pycnantha Urb.
- Acalypha pygmaea A.Rich.
- Acalypha radians Torr.
- Acalypha radicans Müll.Arg.
- Acalypha radinostachya Donn.Sm.
- Acalypha radula Baill.
- Acalypha rafaelensis Standl.
- Acalypha raivavensis F.Br.
- Acalypha rapensis F.Br.
- Acalypha reflexa Müll.Arg.
- Acalypha repanda Müll.Arg.
- Acalypha retifera Standl. & L.O.Williams
- Acalypha rheedei (J.Graham) M.R.Almeida
- Acalypha rhombifolia Schltdl.
- Acalypha richardiana Baill.
- Acalypha riedeliana Baill.
- Acalypha rivularis Seem.
- Acalypha rottleroides Baill.
- Acalypha rubroserrata Pax & K.Hoffm.
- Acalypha ruderalis Mart. ex Britton
- Acalypha ruiziana Müll.Arg.
- Acalypha rupestris Urb.
- Acalypha rusbyi Dorr
- Acalypha sabulicola Brandegee
- Acalypha salicifolia Müll.Arg.
- Acalypha salicina Hutch. ex Cardiel
- Acalypha salvadorensis Standl.
- Acalypha salviifolia Baill.
- Acalypha saxicola Wiggins
- Acalypha scabrosa Sw.
- Acalypha scandens Benth.
- Acalypha schiedeana Schltdl.
- Acalypha schlechtendaliana Müll.Arg.
- Acalypha schlechteri Gand.
- Acalypha schlumbergeri Müll.Arg.
- Acalypha schreiteri Lillo ex Lourteig & O'Donell
- Acalypha schultesii Cardiel
- Acalypha segetalis Müll.Arg.
- Acalypha sehnemii Allem & Irgang
- Acalypha seleriana Greenm.
- Acalypha seminuda Müll.Arg.
- Acalypha senilis Baill.
- Acalypha septemloba Müll.Arg.
- Acalypha sericea Andersson
- Acalypha sessilifolia S.Watson
- Acalypha setosa A.Rich.
- Acalypha siamensis Oliv. ex Gage
- Acalypha simplicistyla Cardiel
- Acalypha skutchii I.M.Johnst.
- Acalypha sonderi Gand.
- Acalypha sonderiana Müll.Arg.
- Acalypha soratensis Pax & K.Hoffm.
- Acalypha spachiana Baill.
- Acalypha spectabilis Airy Shaw
- Acalypha squarrosa Pax
- Acalypha stachyura Pax
- Acalypha stellata Cardiel
- Acalypha stenoloba Müll.Arg.
- Acalypha stenophylla K.Schum.
- Acalypha stricta Poepp.
- Acalypha subbullata Pax & K.Hoffm.
- Acalypha subcastrata Aresch.
- Acalypha subintegra Airy Shaw
- Acalypha subsana Mart. ex Colla
- Acalypha subscandens Rusby
- Acalypha subterranea Paul G.Wilson
- Acalypha subtomentosa Lag.
- Acalypha subviscida S.Watson
- Acalypha suirenbiensis Yamam.
- Acalypha swallowensis Fosberg
- Acalypha synoica Pax & K.Hoffm.
- Acalypha tacanensis Lundell
- Acalypha tamaulipasensis Lundell
- Acalypha tenuicauda Pax & K.Hoffm.
- Acalypha tenuifolia Müll.Arg.
- Acalypha tenuiramea Müll.Arg.
- Acalypha tomentosa Sw.
- Acalypha trachyloba Müll.Arg.
- Acalypha transvaalensis Gand.
- Acalypha tricholoba Müll.Arg.
- Acalypha trilaciniata Paul G.Wilson
- Acalypha triloba Müll.Arg.
- Acalypha uleana L.B.Sm. & Downs
- Acalypha umbrosa Brandegee
- Acalypha urostachya Baill.
- Acalypha vagans Cav.
- Acalypha vallartae McVaugh
- Acalypha variegata Rusby
- Acalypha vellamea Baill.
- Acalypha velutina Hook.f.
- Acalypha venezuelica Cardiel
- Acalypha verbenacea Standl.
- Acalypha vermifera Rusby
- Acalypha veronicoides Pax & K.Hoffm.
- Acalypha villosa Jacq.
- Acalypha vincentina Urb.
- Acalypha virgata L.
- Acalypha virginica L.
- Acalypha volkensii Pax
- Acalypha vulneraria Baill.
- Acalypha websteri Cardiel
- Acalypha weddelliana Baill.
- Acalypha welwitschiana Müll.Arg.
- Acalypha wigginsii G.L.Webster
- Acalypha wilderi Merr.
- Acalypha wilkesiana Müll.Arg. – pokrzywiec Wilkesa
- Acalypha williamsii Rusby
- Acalypha wilmsii Pax ex Prain & Hutch.
- Acalypha wui H.S.Kiu
- Acalypha zeyheri Baill.
- Acalypha zollingeri Müll.Arg.

Mieszańce międzygatunkowe
- Acalypha × cristata Radcl.-Sm.
- Acalypha × koraensis Radcl.-Sm.
- Acalypha × malawiensis Radcl.-Sm.